# Kyle Turris
Kyle Turris (né le 14 août 1989 à New Westminster, dans la province de la Colombie-Britannique au Canada) est un joueur professionnel canadien de hockey sur glace.

## Carrière
Alors qu'il est âgé de 16 ans, Kyle Turris commence sa carrière junior avec l'Express de Burnaby dans la Ligue de hockey de la Colombie-Britannique (BCHL). Il est le joueur vedette de la ligue en comptabilisant 76 points en 57 matchs. Il ajoute 46 points lors des séries éliminatoires et sa formation gagne la Coupe Banque Royale 2006. Durant la même saison, il joue dans l'équipe Ouest du Canada qui remporte le World Junior A Challenge.
La saison suivante, il totalise 121 points en 53 matchs. Durant l'entre saison, il est invité au championnat du Monde des moins de 18 ans. Il inscrit alors 3 buts et 2 aides en 6 matchs et est élu meilleur joueur de l'équipe du Canada.
Lors de la dernière évaluation des recruteurs de ligue nationale en vue du repêchage de 2007, Turris figure au premier rang. Même si la BCHL a déjà compté dans ses rangs d'autres joueurs talentueux, aucun n'a été repêché en tant que premier choix. Turris n'est finalement pas choisi en tant que premier mais en tant que troisième choix par la formation de Wayne Gretzky, les Coyotes de Phoenix, après Patrick Kane et James Van Riemsdyk.
En 2007, Turris a fait partie de la formation canadienne lors de la Super Série 2007, en mémoire de la Série du siècle de 1972. Il évoluait sur la première ligne en compagnie John Tavares âgé de 16 ans et de David Perron.
Il amorce ses débuts dans la Ligue nationale de hockey lors de la saison 2008-2009 avec les Coyotes de Phoenix.
Le 17 décembre 2011, il est échangé aux Sénateurs d'Ottawa en retour du défenseur suédois David Rundblad et un choix de 2e tour au repêchage de 2012.
Le 5 novembre 2017, il est échangé lors d'une transaction entre trois équipes, soit les Sénateurs, les Predators de Nashville et l'Avalanche du Colorado, qui envoie notamment Matt Duchene aux Sénateurs. Il rejoint les Predators en retour de Samuel Girard, Vladislav Kamenev et un choix de deuxième tour en 2018, qui sont envoyés à l'Avalanche. Turris signe immédiatement une prolongation de contrat avec les Predators pour 6 ans et 36 millions de dollars.
En août 2022, il annonce qu'il prend sa retraite et rejoint l'encadrement de l'Express de Coquitlam dans la BCHL

## Statistiques

### En club
| Saison     | Équipe                 | Ligue      |     | Saison régulière | Saison régulière | Saison régulière | Saison régulière | Saison régulière |    | Séries éliminatoires | Séries éliminatoires | Séries éliminatoires | Séries éliminatoires | Séries éliminatoires |
| Saison     | Équipe                 | Ligue      | PJ  | B                | A                | Pts              | Pun              | PJ               | B  | A                    | Pts                  | Pun                  |                      |                      |
| 2005-2006  | Express de Burnaby     | LHCB       | 57  | 36               | 36               | 72               | 32               | 32               | 22 | 24                   | 46                   | 16                   |                      |                      |
| 2006-2007  | Express de Burnaby     | LHCB       | 53  | 66               | 55               | 121              | 83               | 14               | 12 | 14                   | 26                   | 16                   |                      |                      |
| 2007-2008  | Badgers du Wisconsin   | NCAA       | 36  | 11               | 24               | 35               | 38               | -                | -  | -                    | -                    | -                    |                      |                      |
| 2007-2008  | Coyotes de Phoenix     | LNH        | 3   | 0                | 1                | 1                | 2                | -                | -  | -                    | -                    | -                    |                      |                      |
| 2008-2009  | Coyotes de Phoenix     | LNH        | 63  | 8                | 12               | 20               | 21               | -                | -  | -                    | -                    | -                    |                      |                      |
| 2008-2009  | Rampage de San Antonio | LAH        | 8   | 4                | 3                | 7                | 6                | -                | -  | -                    | -                    | -                    |                      |                      |
| 2009-2010  | Rampage de San Antonio | LAH        | 76  | 24               | 39               | 63               | 60               | -                | -  | -                    | -                    | -                    |                      |                      |
| 2010-2011  | Coyotes de Phoenix     | LNH        | 65  | 11               | 14               | 25               | 16               | 4                | 1  | 2                    | 3                    | 2                    |                      |                      |
| 2010-2011  | Rampage de San Antonio | LAH        | 2   | 0                | 1                | 1                | 2                | -                | -  | -                    | -                    | -                    |                      |                      |
| 2011-2012  | Coyotes de Phoenix     | LNH        | 6   | 0                | 0                | 0                | 4                | -                | -  | -                    | -                    | -                    |                      |                      |
| 2011-2012  | Sénateurs d'Ottawa     | LNH        | 49  | 12               | 17               | 29               | 27               | 7                | 1  | 2                    | 3                    | 2                    |                      |                      |
| 2012-2013  | Kärpät Oulu            | SM-liiga   | 21  | 7                | 12               | 19               | 24               | -                | -  | -                    | -                    | -                    |                      |                      |
| 2012-2013  | Sénateurs d'Ottawa     | LNH        | 48  | 12               | 17               | 29               | 24               | 10               | 6  | 3                    | 9                    | 13                   |                      |                      |
| 2013-2014  | Sénateurs d'Ottawa     | LNH        | 82  | 26               | 32               | 58               | 39               | -                | -  | -                    | -                    | -                    |                      |                      |
| 2014-2015  | Sénateurs d'Ottawa     | LNH        | 82  | 24               | 40               | 64               | 36               | 6                | 1  | 1                    | 2                    | 18                   |                      |                      |
| 2015-2016  | Sénateurs d'Ottawa     | LNH        | 57  | 13               | 17               | 30               | 32               | -                | -  | -                    | -                    | -                    |                      |                      |
| 2016-2017  | Sénateurs d'Ottawa     | LNH        | 78  | 27               | 28               | 55               | 47               | 19               | 4  | 6                    | 10                   | 25                   |                      |                      |
| 2017-2018  | Sénateurs d'Ottawa     | LNH        | 11  | 3                | 6                | 9                | 2                | -                | -  | -                    | -                    | -                    |                      |                      |
| 2017-2018  | Predators de Nashville | LNH        | 65  | 13               | 29               | 42               | 24               | 13               | 0  | 3                    | 3                    | 6                    |                      |                      |
| 2018-2019  | Predators de Nashville | LNH        | 55  | 7                | 16               | 23               | 33               | 6                | 1  | 1                    | 2                    | 2                    |                      |                      |
| 2019-2020  | Predators de Nashville | LNH        | 62  | 9                | 22               | 31               | 22               | 4                | 0  | 0                    | 0                    | 0                    |                      |                      |
| 2020-2021  | Oilers d'Edmonton      | LNH        | 27  | 2                | 3                | 5                | 10               | -                | -  | -                    | -                    | -                    |                      |                      |
| 2021-2022  | Oilers d'Edmonton      | LNH        | 23  | 1                | 3                | 4                | 4                | -                | -  | -                    | -                    | -                    |                      |                      |
| Totaux LNH | Totaux LNH             | Totaux LNH | 776 | 168              | 257              | 425              | 343              | 69               | 14 | 18                   | 32                   | 68                   |                      |                      |

### En équipe nationale
| Année | Équipe     | Compétition                  |    | PJ | B | A  | Pts | Pun               |  | Résultat |
| 2007  | Canada U18 | Championnat du monde -18 ans | 6  | 3  | 2 | 5  | 2   | 4e place          |  |          |
| 2008  | Canada U20 | Championnat du monde junior  | 7  | 4  | 4 | 8  | 2   | Médaille d'or     |  |          |
| 2014  | Canada     | Championnat du monde         | 8  | 3  | 3 | 6  | 2   | 5e place          |  |          |
| 2018  | Canada     | Championnat du monde         | 4  | 1  | 1 | 2  | 0   | 4e place          |  |          |
| 2019  | Canada     | Championnat du monde         | 10 | 4  | 6 | 10 | 8   | Médaille d'argent |  |          |

## Honneurs et accomplissements
- Ligue de hockey de la Colombie-Britannique
  - 2006 : recrue de l'année dans la BCHL
  - 2007 : joueur de l'année dans la BCHL
- International 
  - 2006 - World Junior A Challenge : joueur le plus utile à son équipe, élu dans la première équipe d'étoiles et meilleur marqueur
  - 2007 : joueur de l'année dans le Junior A canadien selon la RBC Groupe Financier